# Cosmo Sheldrake
Cosmo Sheldrake, né le 16 décembre 1989 à Londres, est un musicien multi-instrumentiste, compositeur et producteur anglais. Sa musique est principalement marquée par une recherche attentive de sonorités originales, depuis les instruments acoustiques jusqu'aux bruits de la nature, qu'il part rechercher dans le monde entier. Il sort en avril 2018 son premier album intitulé The Much Much How How and I sur le label Transgressive Records.

## Biographie
Cosmo Sheldrake est le fils du biochimiste et parapsychologue Rupert Sheldrake et de la professeur de chant diphonique mongol Jill Purce. Il commence l'apprentissage du piano très jeune, dès l'âge de quatre ans. Vers l'âge de sept ans, il découvre le blues, et plus particulièrement le style de la Nouvelle-Orléans, grâce à son professeur de piano. Pendant son adolescence, il reçoit un clavier électronique Roland à huit pistes sur lequel il commence à enregistrer et boucler des sons qu'il enregistre autour de lui. Cela restera comme l'un des éléments caractéristiques de sa musique. Cosmo se passionne ensuite par la collection et l'apprentissage  de nouveaux instruments, en commençant par la  guitare vers l'âge de dix-sept ans. Selon une de ses interviews en 2015, il en maitrise plus de trente, dont plusieurs instruments à vent.
Il étudie l'anthropologie à l'Université du Sussex en Angleterre et y découvre le concept d'ethnomusicologie qui étudie les liens entre la musique et la société. Après ses études, il se rend quelques mois à la Nouvelle-Orléans. 

## Carrière

### Avec les Gentle Mystics
En 2007, Cosmo Sheldrake forme avec Noémie Ducimetière et Elian Gray le groupe Gentle Mystics. Six autres musiciens les rejoindront par la suite. En 2011, ils sortent un premier EP nommé Spiralling Breeze/Mushroom 30,000, suivi directement par l'album éponyme Gentle Mystics sur le label Emerging Species. En 2013, le groupe publie Re-Rite of Springs. Après plusieurs concerts, le groupe reprend une pause pour l'écriture et l'enregistrement de nouveaux morceaux.  

### En solo
Il commence à se produire de plus en plus souvent devant un public pendant ses premières années à l'université. En 2014, il sort son premier EP nommé The Moss, suivi d'un second nommé Pelican We en 2015. Il sort finalement son premier album The Much Much How How and I en avril 2018, sur le label Emerging Species.

### Autres projets
Cosmo Sheldrake fait l'orchestration de pièces de Samuel Beckett pour le théâtre Young Vic à Londres, il mène une chorale communautaire à Brighton, il donne des ateliers de musique et enseigne le chant, la poésie absurde ou encore le dessin à deux mains.
En 2013, il fait une intervention dans une conférence TEDx organisée à Whitechapel. Dans cet exposé nommé Interspecies Collaboration, il démontre comment faire de la musique en utilisant notamment des enregistrements d'animaux. Il compose également la musique d'un épisode de la série animalière Moving Art diffusée sur Netflix.

## Analyse de l'artiste
Les inspirations musicales de Cosmo Sheldrake sont pour le moins éclectiques. Ses influences vont du rock (les Beatles, les Kinks) à la musique classique (Jean-Sébastien Bach, Igor Stravinsky), en passant par le jazz et le blues de la Nouvelle-Orléans, la musique concrète (Pierre Shaeffer et Bernard Parmegiani) et l'excentrique compositeur américain Moondog. 
La musique de Cosmo Sheldrake est singulière à plusieurs points de vue. Elle utilise tout d'abord un grand nombre d'instruments de musique différents. Bien qu'il y ait des instruments à cordes et des percussions, ce sont surtout les instruments à vent qui jouent une place importante dans la plupart de ses morceaux. L'utilisation de ses derniers rappelle certaines de ces influences venant de la musique traditionnelle et du jazz de la Nouvelle-Orléans.  
Cependant, la principale spécificité de son style de musique est d'utiliser des sons ambiants qu'il enregistre, puis qu'il modifie, boucle et superpose. Lors de ses interviews, il fait souvent référence à ce processus de création comme étant du coupage et de l'assemblage, « [...] comme de la poésie ou des collages » selon lui.  Afin de récolter tous ces sons, il parcourt le monde avec un enregistreur portatif. On y retrouve beaucoup de sons venant de la nature comme des hululements d'hiboux, de poissons dans le Sussex, de la glace qui se fissure dans le Grand Nord ou encore la mer et le soleil,,. Cette fascination pour la nature et plus particulièrement pour les animaux, provient d'une forte conscience écologique. Il utilise également beaucoup d'enregistrements de Bernie Krause, connu pour enregistrer des paysages sonores dans la nature. Cette passion se retrouve aussi dans les thèmes de ses chansons. Dans une discussion avec son frère, qui s'avère être biologiste comme leur père, Cosmo Sheldrake découvre le tardigrade, un animal microscopique particulièrement résistant et auquel il consacre une chanson (Tardigrade Song).  
Mais Cosmo enregistre aussi d'autres sortes de bruits, comme le roulement d'un escalator, une tuile qui se détache d'un toit ou encore sa petite-amie quand elle est dans son bain,,. Le plus important pour lui sont les textures que possèdent ces sons et qui pourront s'intégrer dans ses compositions, le but n'étant pas  nécessairement qu'ils y soient reconnaissables.  
Cosmo Sheldrake chante également sur la plupart de ses morceaux. Les textes de ses paroles s'inspirent de la littérature et poésie nonsense, qualifiée parfois d'absurde. Ce style particulier, dans lequel l'auteur inclut volontairement des éléments incohérents, injustifiés ou sans réelles significations dans une œuvre, a souvent été mis en valeur par des artistes britanniques comme Lewis Carroll, Edward Lear ou même les Beatles. Dans une interview en 2015, Cosmo cite également d'autres sources d'inspirations, telles que la musique traditionnelle irlandaise et amérindienne, dans lesquelles on retrouve également des chœurs dont les paroles n'ont pas de réelles significations. Dans certaines de ses chansons comme Egg and Soldiers, il fait également transparaitre ses préoccupations concernant la vision à court terme d'une société consumériste qui oublie souvent de s'attaquer aux grands défis écologiques.

## Discographie
| Titre                       | Label                 | Date de sortie | Formats | Nombre de pistes |
| --------------------------- | --------------------- | -------------- | ------- | ---------------- |
| The Much Much How How and I | Transgressive Records | 6 avril 2018   | CD, LP  | 14               |

| Titre      | Label                                                          | Date de sortie   | Nombre de pistes |
| ---------- | -------------------------------------------------------------- | ---------------- | ---------------- |
| The Moss   | Paradyse                                                       | 21 avril 2014    | 2                |
| Pelican We | Transgressive Records, Hostess Entertainment Unlimited (Japon) | 9 septembre 2015 | 4                |
| Come Along | Transgressive Records                                          | 31 octobre 2017  | 1                |
| Wriggle    | Transgressive Records                                          | 9 février 2018   | 1                |

| Titre     | Label          | Date de sortie   | Détails                    |
| --------- | -------------- | ---------------- | -------------------------- |
| In Berlin |                | 13 décembre 2017 | Remix de Deep Throat Choir |
| Splosh    | Accidental Jnr | 20 juillet 2018  | Dans The Drip EP           |